# 후루카와시
후루카와시(일본어: 古川市)는 미야기현에 있었던 시이다.
도시는 1950년 12월 15일에 성립되었다. 2006년 3월 31일에 후루카와 시는 다마쓰쿠리 군 이와데야마 정, 나루코 정, 시다 군 가시마다이 정, 마쓰야마 정, 산본기 정, 도다군 다지리 정과 합병해 오사키시가 되면서 소멸하였다.

## 역사
- 1889년 4월 1일 - 정촌제 시행과 함께 3개의 촌을 구역으로 지정해 시다군 후루카와정이 성립하였다.
- 1950년 12월 15일  - 시다군 아라오촌, 시다촌, 구리하라군 미야자와촌을 편입하였다.
- 1950년 12월 16일 - 다마쓰쿠리군 히가시오사키촌, 도다군 도미나가촌, 구리하라군 나가오카촌을 편입하였다.
- 1954년 8월 1일 - 시다군 시키타마촌 3개의 지역을 분할해 편입하였다.
- 1994년 9월 13일 - 지방 거점 도시로 지정되었다.
- 2006년 3월 1일 - 시다군 가시마다이정, 마쓰야마정, 산본기정, 다마쓰쿠리군 이와데야마정, 나루코정, 도다군 다지리정과 합병해 오사키시가 성립과 동시에 후루카와시는 폐지하였다

## 경제
- 미야기현 북부의 중추 도시로서 기업 지점·영업소가 많이 입지해 소매 점포의 수도 많았다. 말년에는 교외형의 대형 점포와 주택지 개발이 진행되어 소비 생활권의 중심이 교외로 이행, 중심부의 상가의 쇠퇴(종래의 상점이나 JR 후루카와역 앞의 사티의 폐점등)가 진행되었다.

## 의료
후루카와 시립 병원(현재의 오사키 시민 병원)
병원 및 일반진료소 수(2003년 10월): 62개소
의사수(2002년 12월) : 171명

## 교통

### 철도
- 도호쿠 신칸센
- 리쿠토 선

### 도로
- 도호쿠 자동차도
- 국도 4호선
- 국도 47호선
- 국도 108호선
- 국도 347호선

## 출신유명인
- 오오야마 노부요 - 성우